# Савваитов, Александр Сергеевич (офтальмолог)
Александр Сергеевич Савваитов (1876 ― 1956) ― советский учёный, офтальмолог, доктор медицинских наук, профессор, заведующий организационно-методическим отделом НИИ центр глазных болезней Гельмгольца (1937—1956 гг.).

## Биография
Александр Сергеевич Савваитов родился в 1876 году.
В 1900 году завершил обучение в Военно-медицинской академии. Стал работать ординатором глазного отделения в войсковых лазаретах.
Участник русско-японской войны (1904—1905), служил ординатором полевого госпиталя в Маньчжурии. После войны переехал в Одессу и стал трудиться в глазном отделении Одесского военного госпиталя, одновременно осуществлял врачебную практику в глазной клинике медицинского факультета Одесского университета.
С 1909 по 1912 годы работал ординатором глазной клиники Военно-медицинской академии. В 1911 году успешно защитил диссертацию на соискание степени доктор медицинских наук, на тему: «К вопросу о влиянии некоторых источников искусственного освещения на остроту зрения и утомляемость сетчатки».
Являлся участником первой мировой войны (1914—1918), работал в полевом госпитале как врач-окулист. С 1918 по 1921 годы был назначен и выполнял обязанности начальника мобилизационного отдела Главсанупра РККА. В 1924 году стал руководить в организации глазной помощи в Наркомздраве РСФСР.
С 1934 года являлся заведующим организационно-методическим отделом НИИ центра глазных болезней Гельмгольца и одновременно, с 1937 по 1956 годы, являлся главным окулистом Министерства здравоохранения СССР.
Является автором свыше 60 научных работ. Исследовал трахому, глаукому, травмы глаз, организацию офтальмологической помощи, профилактику слепоты. Организатор специализированной офтальмологической службы по борьбе с трахомой в СССР. Глубоко изучал эпидемиологию трахомы и разрабатывал методы массового лечения этого заболевания.
Был председателем Всесоюзного и Московского научных обществ глазных врачей, заместитель редактора журнала «Вестник офтальмологии», член Ученого медицинского совета Министерства здравоохранения СССР, председатель проблемной комиссии и Научно-технического совета по офтальмологии Академии медицинских наук СССР.
Умер в Москве в 1956 году.

## Научная деятельность
Труды, монографии:
- О влиянии некоторых источников искусственного освещения на остроту зрения и утомляемость сетчатки, диссертаци, Спб., 1911;
- Слепота в СССР, Советский вестник офтальмологии, т. 1, в. 1, с. 1, 1932;
- Развитие глазной помощи в СССР за 30 лет, Вестник офтальмологии, т. 26, в. 5, с. 12, 1947;
- Состояние борьбы с трахомой в СССР и мероприятия по ликвидации свежих форм трахомы в течение четвертой пятилетки, Вестник офтальмологии, в. 1-2, с. 9;
- Лечение и профилактика трахомы, Москва, 1955.

## Награды
За трудовые достижения был награждён:
- Орден Ленина
- Орден Трудового Красного Знамени